# Xyletinus planicollis
Xyletinus planicollis är en skalbaggsart som beskrevs av Lohse 1957. Xyletinus planicollis ingår i släktet Xyletinus, och familjen trägnagare. Enligt den svenska rödlistan är arten nära hotad i Sverige. Arten förekommer i Svealand, Nedre Norrland och Övre Norrland. Artens livsmiljö är jordbrukslandskap, stadsmiljö.